# Sabacon chomolongmae
Sabacon chomolongmae is een hooiwagen uit de familie Sabaconidae.